# 修羅の棺
『修羅の棺』（しゅらのひつぎ）は、長浜幸子による日本の漫画作品。『月刊オフィスユー』（集英社）に連載されていた。単行本は全12巻。

## あらすじ
昭和46年9月28日、東京都杉並区阿佐ヶ谷の資産家夫婦宅で、その家の主人・尾木林太郎と妻・淳子の惨殺遺体が見つかった。容疑者は、運転手の田沢秀司と甥の尾木貴大に絞られたが、大学の友人杉浦哲人が貴大のアリバイを証明、田沢が犯人と断定された。しかし田沢は1週間後に山中で自殺してしまい、事件は時効を迎えた。
33年後、平成16年12月、会社の受付嬢・香流と婚約し、その祝福パーティから幸せな気分で帰宅した杉浦蒼星は父・哲人の首吊り死体を発見する。自殺と断定された。葬儀の夜、蒼星は父が自殺した日の朝に「気になることがある」と言っていたことを思い出し、父の昔の日記などを読み、驚愕する。そこには、33年前の資産家夫婦殺害事件で父がアリバイを証言したのは貴大の計画通りだったのではないかというような内容が書いてあった。弔問に来た父の友人・真行寺に過去のことを問い詰めると「幸せになりたければ忘れろ」と釘を刺され、間もなく香流が何者かに暴行を受け、病院から飛び降りてしまう。
やはり過去の事件が全ての発端だと考えた蒼星は、図書館で当時の新聞を閲覧するなど当時のことを調べ始める。父の死が他殺だった確証を得た蒼星は、殺人者の罪を暴くことを決意。しかし、見知らぬ男に拉致・暴行を受け、男性機能を失ってしまう。
1年後、平成17年11月、蒼星は傷を負って倒れているところを助けてくれたゲイのケイコの家に居候し、「カオル」の名で女として暮らしていた。蒼星の復讐劇が始まる……。

## 登場人物

### 主人公
杉浦 蒼星（すぎうら そうせい）
会社員。営業部のホープとして女性社員からも人気だった。父の死の真相を調べようとしていたところ、何者かに襲われ、男性機能を失う。
カオル
蒼星の第2の姿。ケイコに助けられた後、性転換手術を受け女性として生活する。父と婚約者の復讐のため、「カオル」としてゲイバー「男寿架流」（オスカル）で働く。
セツ
蒼星の第3の姿。田沢令司が買った「池上雪世」の戸籍を使い、「セツ」という芸名でトップモデルとして活躍。
李 春麗（り しゅんれい）
蒼星の第4の姿。ニューヨーク生まれの中国人。奥津川貴大殺害が失敗に終り、幸太郎に助けられニューヨークへ。マダム馬の下で様々な技を習得。東京に帰り、闇カジノ「ザジ」で美人ディーラーとして活躍。
吉住 玲（よしずみ れい）
蒼星の第5の姿。「ザジ」で働きながら、週2回この名前でレズビアンバー「イヴたちの部屋」で働く。

### 過去の事件の関係者
杉浦 哲人（すぎうら あきひと）
蒼星の父親。過去の事件の犯人の息子・令司と連絡を取ろうとしていたが、その前に自殺に見せかけて殺される。
奥津川 貴大（おくつがわ たかひろ）
旧姓・尾木。大蔵大臣の奥津川氏に気に入られ、婿養子に入った。民生党議員で、現・外務大臣。後に総理大臣に選出される。
茉莉子は愛人で、聖吾は息子。妻とは出世のための結婚で愛はない。
安藤 亮輔（あんどう りょうすけ）
やり手の弁護士。安藤法律事務所を構える。ゲイで、秘書の宮本と関係を持つ。大学時代から貴大のことが好きで、堀内に唆され、金銭面で困っていた貴大のために資産家だった彼の叔父夫妻を殺害した。
堀内 淳士（ほりうち あつし）
芸能プロダクション・堀内エージェンシーの社長。昔は役者をしており、「伝説の美青年｣として名を馳せた。
大学時代、哲人の妻・百合子（蒼星の母）のことが好きだった。諦めきれず、百合子に似た目元の涼しげな日本タイプの美人と何度も結婚・離婚を繰り返す。
真行寺 晶（しんぎょうじ あきら）
小説家。哲人と最も親しかった。蒼星のことを心底心配し、事件後蒼星がゲイバーで働いていることを突き止めた時には、通帳を与えるなど影で支援した。その後、癌で入院。
榊 茉莉子（さかき まりこ）
聖吾の母親。5回の結婚・離婚を繰り返す。世界的に有名なファッションデザイナー。聖吾曰く、「いつも無駄に元気」なほど明るい性格。
貴大の愛人で、貴大に愛されるために過去の事件で貴大をかばう行為をする。
田沢 秀司（たざわ しゅうじ）
過去の事件で容疑者にされた尾木家の専属運転手。自殺に見せかけられ殺害される。

### 警察関係者
島 秀平（しま しゅうへい）
捜査一課の刑事。過去の事件の時には新米刑事だった。定年間近。定年後は警備会社に勤務しながら印南と真子の関係を茶化しながらも、事件の核心に迫っていく。
印南 祐馬（いんなみ ゆうま）
捜査一課の刑事。哲人の死に疑問を持ち、過去の事件にも迫っていく。蒼星の行方を探している。
加賀谷 真子（かがや まこ）
捜査一課の刑事。島の退職後に捜査一課に配属され、印南の新たなパートナーとなる。

### その他
浅野 香流（あさの かおる）
蒼星の婚約者。蒼星のせいで暴行され、それを苦に、病院の窓から飛び降りて自殺を図る。
榊 聖吾（さかき しょうご）
蒼星の親友。茉莉子の息子。父親は貴大。
ケイコ
本名は、藤巻啓太。ゲイ。倒れていた蒼星を助け、その後も何かと面倒を見る。ゲイバー「男寿架流」に勤める。
滝 英親（たき ひでちか）
医者。蒼星の身体を完全に女にした。オカマの間では「手術してもらいたい『伝説のドクター』」として有名。
田沢 令司（たざわ れいじ）
田沢秀司の息子。父親の仇を取るため、蒼星に協力。蒼星のために2000万円遣い「池上雪世」の戸籍を買う。職業は刺青師。
宮本 秀和（みやもと ひでかず）
安藤亮輔の秘書。安藤と関係を持つが、本人はバイセクシャル。安藤のためにセツに近づくが、セツの魅力に惹かれていく。
坂上 幸太郎（さかがみ こうたろう）
カメラマン。セツが男だと見抜き、後に助ける。
奥津川 律子（おくつがわ りつこ）
貴大の正妻。父親の命令で貴大と結婚し、聡英を産むが、夫婦仲は冷めており、高校時代からの同級生・ヒロミと付き合っている。
奥津川 聡英（おくつがわ あきひで）
貴大・律子の息子。聖吾の腹違いの弟。大学生。毎夜のように女と遊び歩いていたが、「ザジ」でディーラーの春麗に一目惚れする。
マダムザジ
表向きは高級クラブを、裏では地下カジノを経営している。マダム馬とも知り合いで、春麗をバックアップする。
馬（マー）
「マダム・マー」と呼ばれる、老齢の婦人。春麗（蒼星）にディーラーとしての技術や中国語など、春麗が望んだこと全てを教える。英語・ロシア語・スペイン語など、数か国語に精通している。
松下 茂良（まつした しげよし）
元・厚生労働大臣。かつては「国会の王子」と言われた民生党の議員だったが、党の政策方針に反対し離党する。現在は無所属だが、党の信頼回復のために奥津川の義父が利用しようとしたところ、反発し逆に潰されようとしている。
錦戸（にしきど）
貴大の私設第二秘書。貴大と聖吾の会話から貴大の過去に興味を持ち調べ始める。
ヒロミ
身体は女だが心は男。「女を愛する女たちの店」が主旨の『イヴたちの部屋』というクラブのオーナー。